# در زیرزمین
درِ زیرزمین (به انگلیسی: The Door in the Floor) فیلمی محصول سال ۲۰۰۴ و به کارگردانی تاد ویلیامز است. در این فیلم بازیگرانی همچون جف بریجز، کیم بسینگر، جاون فاستر، بیجو فیلیپس، ال فانینگ، میمی راجرز، دونا مورفی و جان روثمن ایفای نقش کرده‌اند.